# Ozarba abscondita
Ozarba abscondita är en fjärilsart som beskrevs av George Francis Hampson 1918. Ozarba abscondita ingår i släktet Ozarba och familjen nattflyn. Inga underarter finns listade i Catalogue of Life.